# 第10號鋼琴奏鳴曲 (斯克里亞賓)
斯克里亚宾第10号钢琴奏鸣曲，Op.70，作于1913年。为作曲家同体裁的最后一部作品。跟作曲家其他的晚期作品一样，此曲为无调性，但是少了很多不和谐的刺耳的声音。全曲充满了颤音，它也被称之为“昆虫奏鸣曲”，作曲家本人曾说：“我的第十奏鸣曲是昆虫的奏鸣曲。昆虫由太阳生，……，它们是太阳之吻”。

## 结构
此曲为单一乐章，演奏需要大约12分钟。
这首曲相对于他的其他作品更符合奏鸣曲式。此曲以几个孤零零的音符开头，合成一个增和弦，一个减和弦。之后是一个简单的半音阶旋律，然后再回到开头的主题。接下来出现几个颤音并且这个颤音动机将一直反复出现。接下来是一个半音阶下降的旋律。这三个旋律将会按照奏鸣曲式在发展部和再现部变体，重组。

## 延伸阅读
- Scriabin, Alexander. Complete Piano Sonatas. 1964 Muzyka score republished in 1988 by New York:  Dover Publications. ISBN 0-486-25850-5.